# Тростянец (город)
Тростянец (укр. Тростянець) — город в Сумской области Украины. Входит в Ахтырский район. До 2020 года являлся административным центром упразднённого Тростянецкого района, в котором составлял Тростянецкий городской совет.

## Географическое положение
Город Тростянец находится на берегу реки Боромля в месте впадения в неё реки Люджа. К городу примыкают село Лучка и посёлок Лесное. К городу примыкают большие лесные массивы.
Располагается в 55 км к югу от областного центра Сум (автомобильная дорога Н-12). Ближайший районный центр — город Ахтырка (21 км).

## История

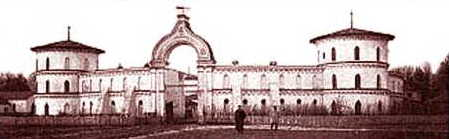
Круглый двор

По свидетельствам историков, поселение на месте нынешнего Тростянца возникло в первой половине XVII в., Во время новой волны переселения крестьян и казаков из Правобережной Украины на Слобожанщину, вызванной возобновлением польской шляхты после Берестецкой битвы (1651).
Название города связывают с названием ручья Тростянка, протекающей рядом.
В конце XVII века владельцем Тростянца становится ахтырский полковник Иван Перекрестов.
Село Тростянец, известное по документам с 1660 года, до 1762 года находилось в юрисдикции Ахтырского полка. В дальнейшем являлось центром Тростянецкой волости Ахтырского уезда Харьковской губернии Российской империи.
С 1720 года служило центром обширной усадьбы царского духовника Тимофея Надаржинского. В середине XIX века это поместье унаследовал князь Голицын-Рябчик, а с 1874 года им владел Леопольд Кёниг, один из крупнейших сахарозаводчиков Российской империи.
В 1864 году, композитор Пётр Ильич Чайковский написал в Тростянце увертюру «Гроза».
В 1868—1874 годах имением владеет петербургский купец Марк. В 1874 году Тростянец приобрел большой сахарозаводчик Леопольд Кениг. Последним владельцем имения до 1917 года был его сын Юлий.
В 1901 году здесь насчитывалось 4736 жителей, действовали паровая мельница, винокуренный завод, два канатных завода, почтово-телеграфное отделение со сберегательной кассой, больница, народная библиотека-читальня, земская, церковно-приходская и частная начальные школы, а также 28 торговых заведений. В двух верстах от села находились свеклосахарный и рафинадный заводы.

### Советский период
По данным переписи 1926 года, украинцы составляли 94,1 % населения города, русские — 4,6 %, евреи — 0,6 %. Украинский язык родным назвали 86,6 % населения Тростянца, русский — 11,9 %, еврейский — 0,4 %.
В 1930 году здесь началось издание районной газеты.
В 1940 году Тростянец получил статус города.
В ходе Великой Отечественной войны с 10 октября 1941 до 9 августа 1943 года город был оккупирован немецкими войсками.
В 1956 году здесь действовали сахарный завод, маслодельный завод, кирпичный завод, машиностроительный завод, деревообрабатывающий комбинат, мельница, лесхоз, 4 средние школы, 2 школы рабочей молодёжи, школа механизации сельского хозяйства, ФЗУ, восемь библиотек, Дом культуры и лесоопытная станция.
В 1975 году численность населения составляла 20,7 тыс. человек, здесь действовали машиностроительный завод, завод «Электробытприбор», деревообрабатывающий комбинат, семенной завод, сахарный комбинат и шоколадная фабрика.
27 марта 1978 года сёла Смородино и Радомля включены в состав города Тростянца.
В январе 1989 года численность населения составляла 25 706 человек, в это время основой экономики города являлись машиностроительный завод, завод «Электробытприбор», а также предприятия пищевой (в первую очередь, производство сахара и розлив минеральной воды) и деревообрабатывающей промышленности.

### В независимой Украине
В мае 1995 года Кабинет министров Украины утвердил решение о приватизации находившихся в городе машиностроительного завода, АТП-15946, завода «Электробытприбор», шоколадной фабрики, комбината коммунальных услуг, в июле 1995 года было утверждено решение о приватизации сахарного завода, райсельхозхимии, птицесовхоза и свеклосовхоза, в октябре 1995 года — решение о приватизации маслозавода.
В сентябре 2010 года было отмечено на государственном уровне 350-летие основания города Тростянец Сумской области, проект соответствующего Постановления Верховной Рады Украины был разработан и зарегистрирован в Верховной Раде народным депутатом Украины, первым секретарем Сумского обкома КПУ Владимиром Даниленко.
С 2010 года в городе проходит фестиваль исторической реконструкции «Старая крепость».

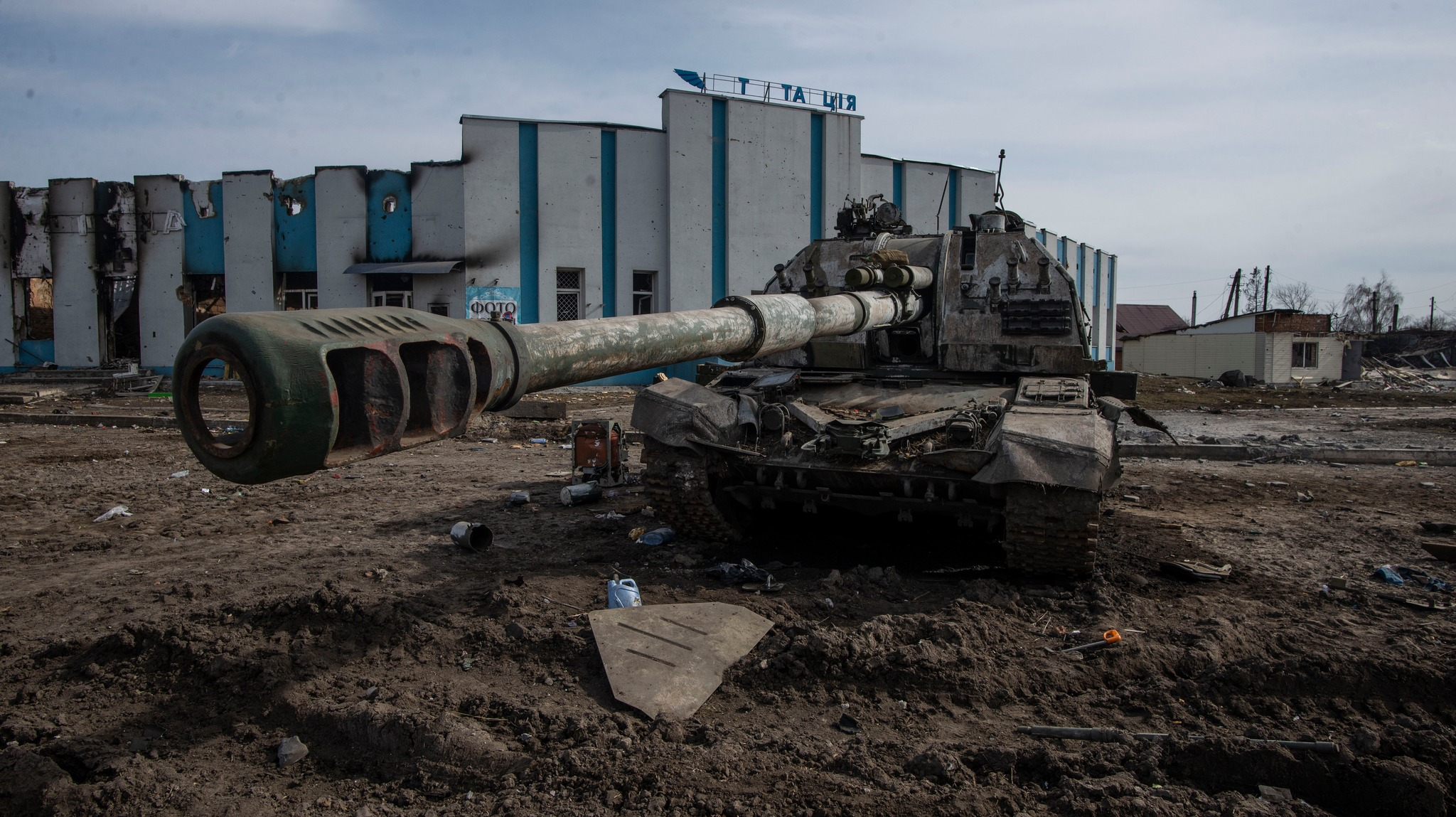
Последствия боёв

### Вторжение России на Украину (с 2022)
24 февраля 2022 года через Тростянец прошла первая колонна военной техники ВС РФ. Российские войска двигались через город в направлении Сум, Ахтырки, Лебедина и Гадяча.
1 марта 2022 года в ходе вторжения России в Украину город был оккупирован российскими войсками В течение месяца за город шли тяжёлые бои. 26 марта глава Сумской области Дмитрий Живицкий заявил, что украинские войска восстановили контроль над городом, выбив оттуда Кантемировскую танковую дивизию, а командир 13-го танкового полка застрелился.

## Население
По данным переписи 1926 года, украинцы составляли 94,1 % населения города, русские — 4,6 %, евреи — 0,6 %.
По данным переписи 2001 года, украинцы составляли 89,03 % населения Тростянца, русские — 9,55 %.
По состоянию на 1 января 2013 года численность населения составляла 21 368 человек.

### Языковой состав
По данным переписи 1926 года, украинский язык родным назвали 86,6 % населения Тростянца, русский — 11,9 %, еврейский — 0,4 %.
Родной язык населения по данным переписи 2001 года:
| Язык       | Численность, чел. | Доля     |
| ---------- | ----------------- | -------- |
| Украинский | 21 200            | 90,71 %  |
| Русский    | 1 982             | 8,48 %   |
| Другое     | 188               | 0,81 %   |
| Итого      | 23 370            | 100,00 % |

Украинский язык является основным и единственным официальным языком города.
По данным Государственной службы статистики Украины в 2023/24 учебном году все 91 513 учащихся в учреждениях общего среднего образования в Сумской области обучались в украиноязычных классах.

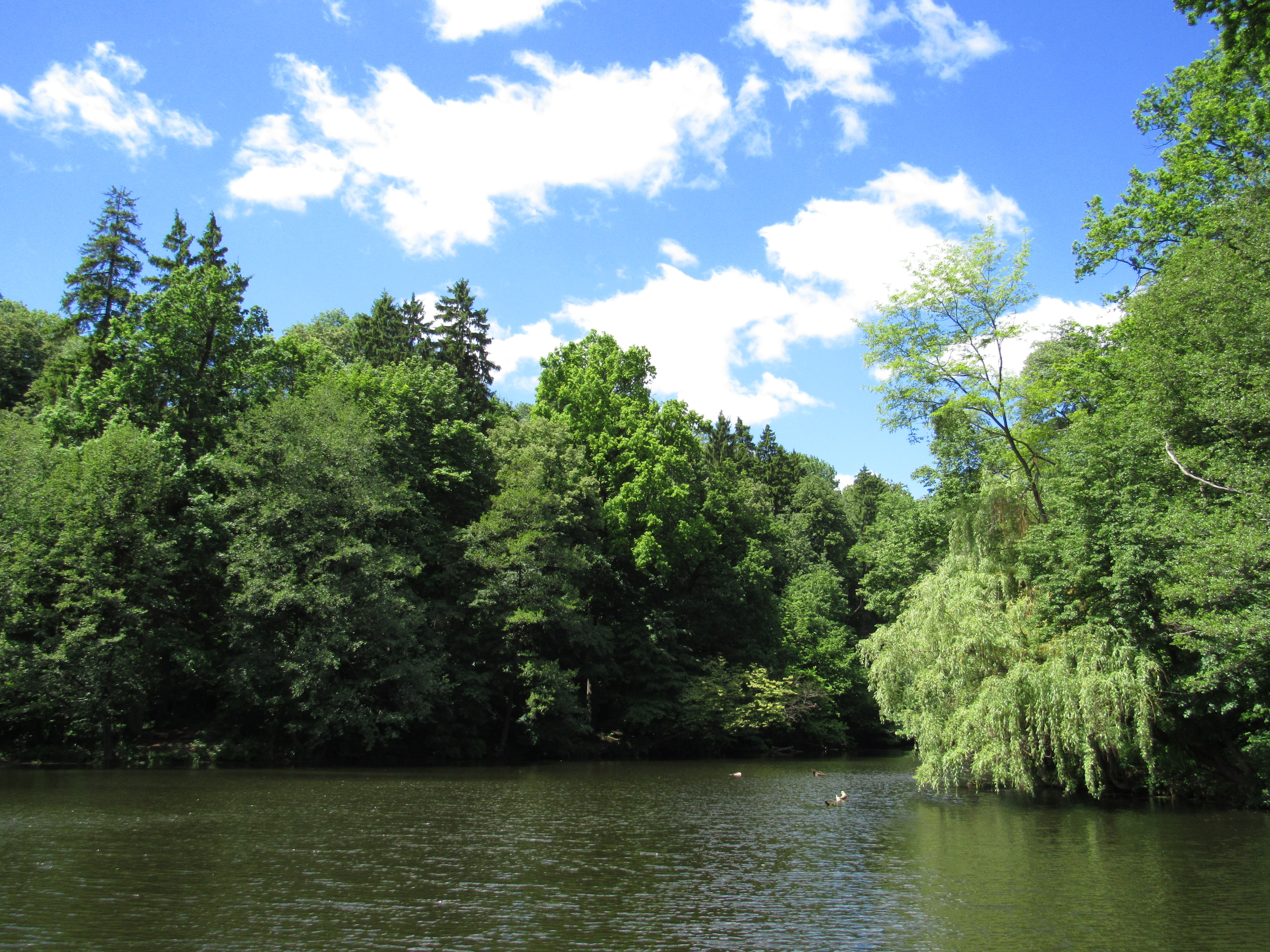
Нескучанский парк

## Природа и отдых
Тростянец расположен вблизи живописного урочища Нескучное, где среди смешанного сосново-лиственного леса находятся три озера. Расположенный рядом дендропарк почти слился с лесом. В 1995—1996 году уничтожена спортивная база отдыха, находившаяся в сосновом бору возле одного из озёр.
В городе расположено несколько памятников архитектуры — «Круглый двор» 1749 г., усадебный дом Голицына, церкви, грот нимф 1809 г. и другие, которые постепенно ремонтируются и восстанавливаются. В последнее время в Тростянце проводятся живописные пленеры «Живописная Тростянеччина», по результатам которых в бывшей помещичьей усадьбе создана экспозиция картин художников из разных стран.

## Промышленность
Наиболее известным предприятием Тростянца является шоколадная фабрика «Украина», одно из ведущих предприятий в отрасли. Данное предприятие принадлежит компании «Mondelēz International» (бывш. «Kraft Foods»), которая известна своими торговыми марками «Корона», «Alpen Gold», «Jacobs», «Tuc», «Barni» и «Milka».

## Транспорт
Через город проходят железнодорожная линия Сумы—Люботин, станции Смородино и Рупино, а также автомобильные дороги Н-12 и Т-1913.

## Спорт
В городе базируется футбольный клуб «Тростянец», в сезоне 2021/22 дебютировавший во второй лиге чемпионата Украины. Команда проводит матчи на местном стадионе им. В.Куца, названном в честь олимпийского чемпиона Владимира Куца (1927—1975), уроженца села Алексино, Тростянецкого района.

## Известные люди
- Добровольский, Виктор Афанасьевич — учёный в области общего машиностроения, педагог, ректор Одесского политехнического института.
- Матвеев, Валентин Владимирович — учёный-механик.
- Василий Подгорный, основатель секты подгорновцев.
- Татаренко, Леонид Сергеевич — писатель.
- Микола Хвылевой — писатель.

## Галерея

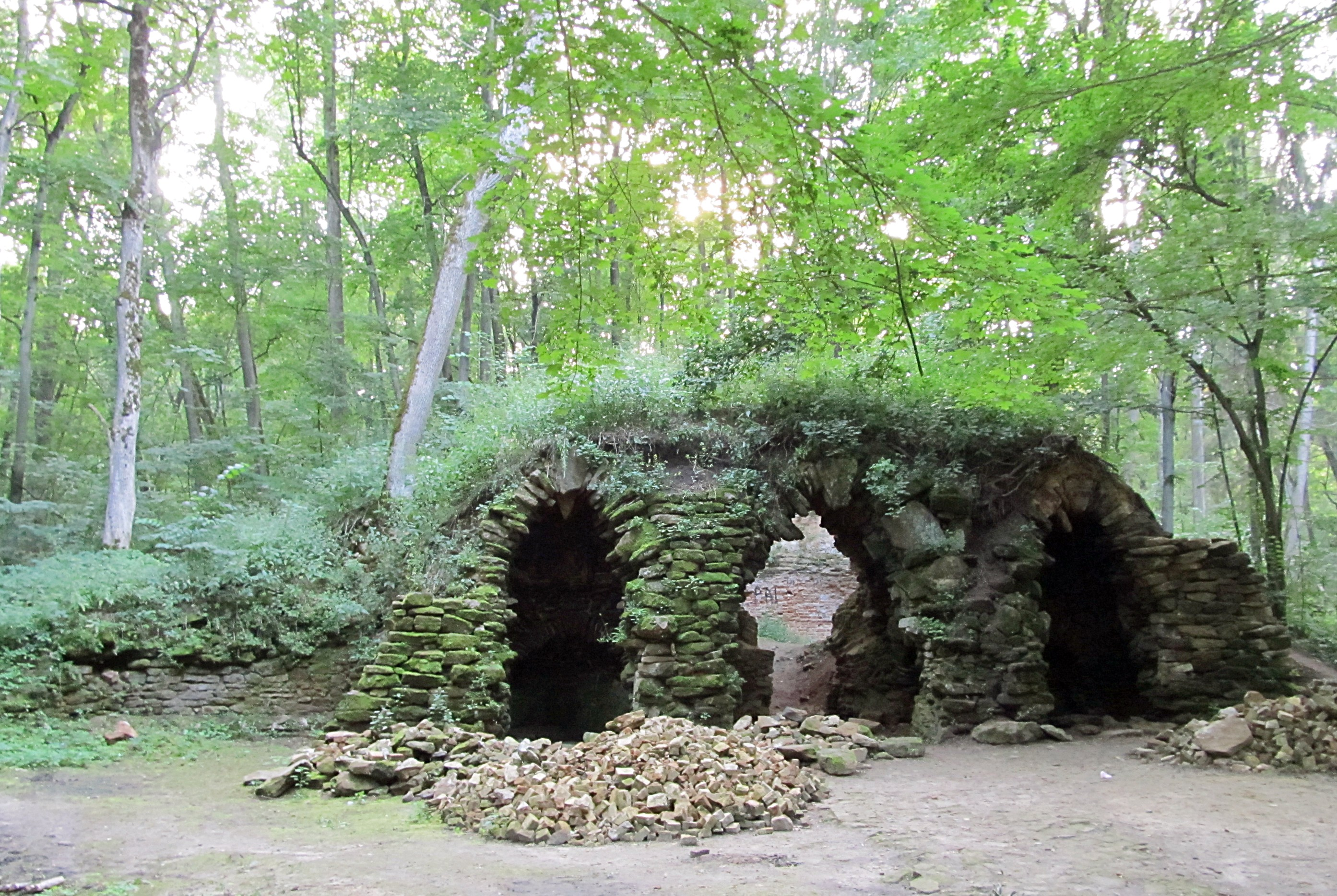
Руины «Грота нимф»
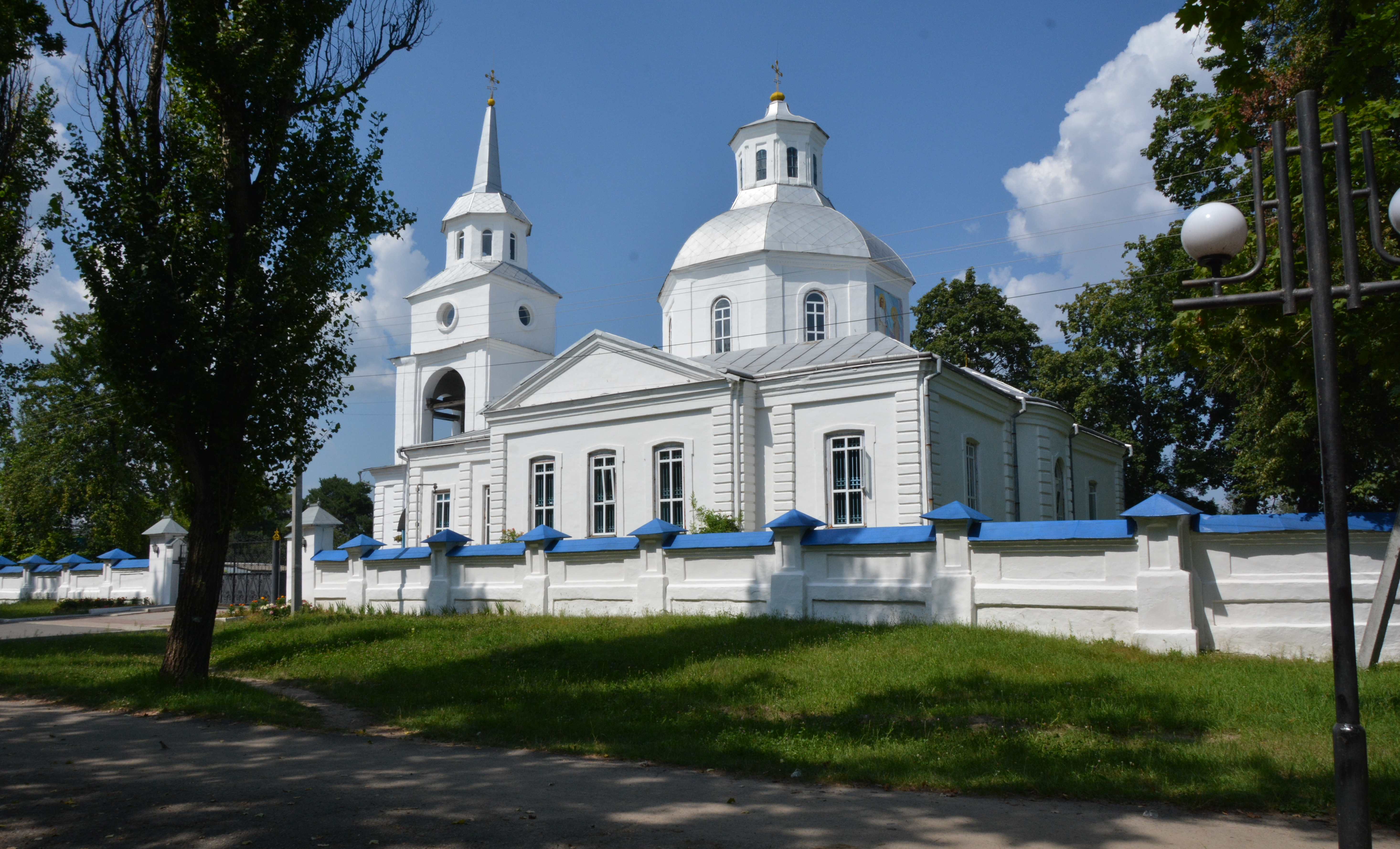
Благовещенский храм
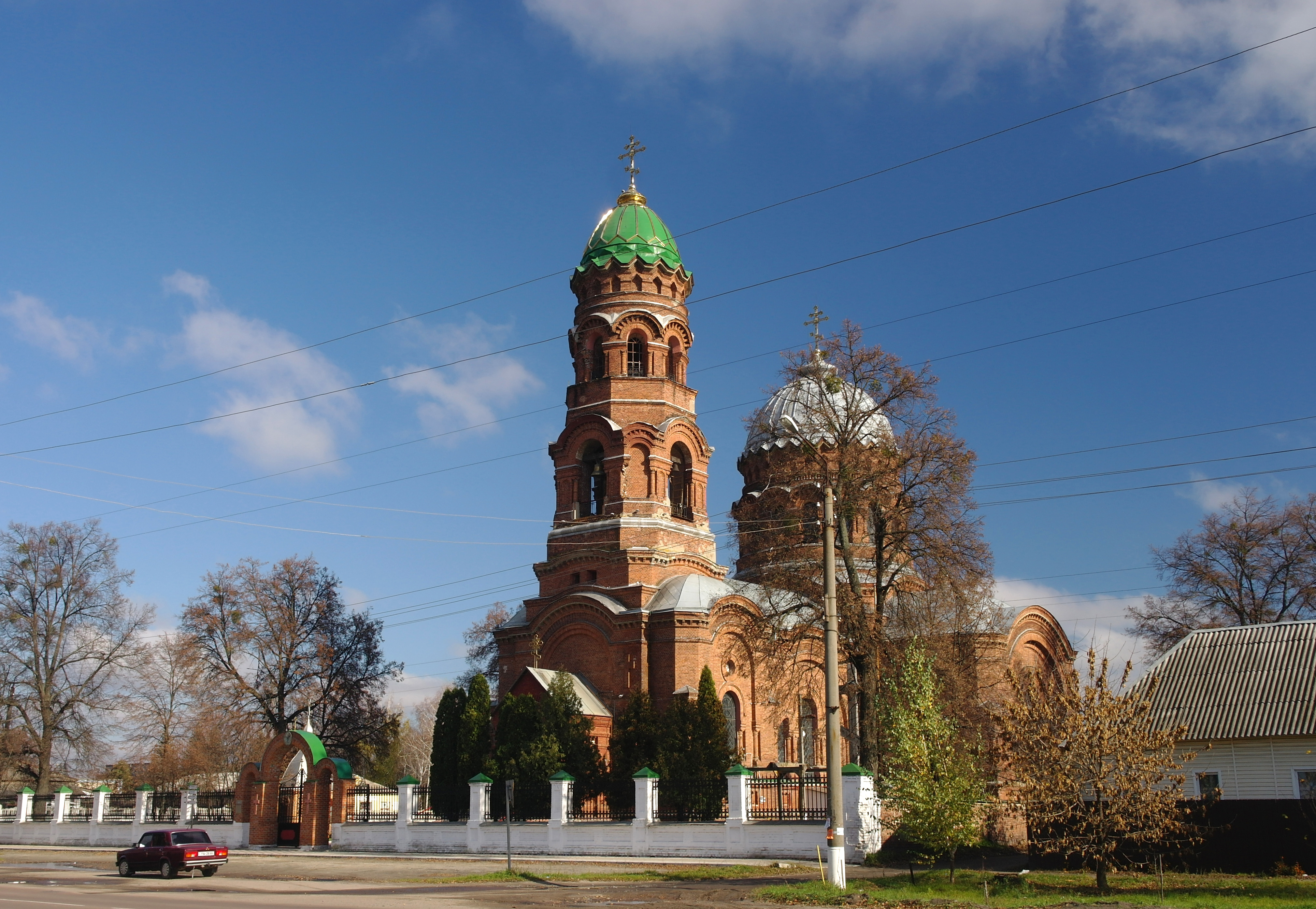
Вознесенский храм
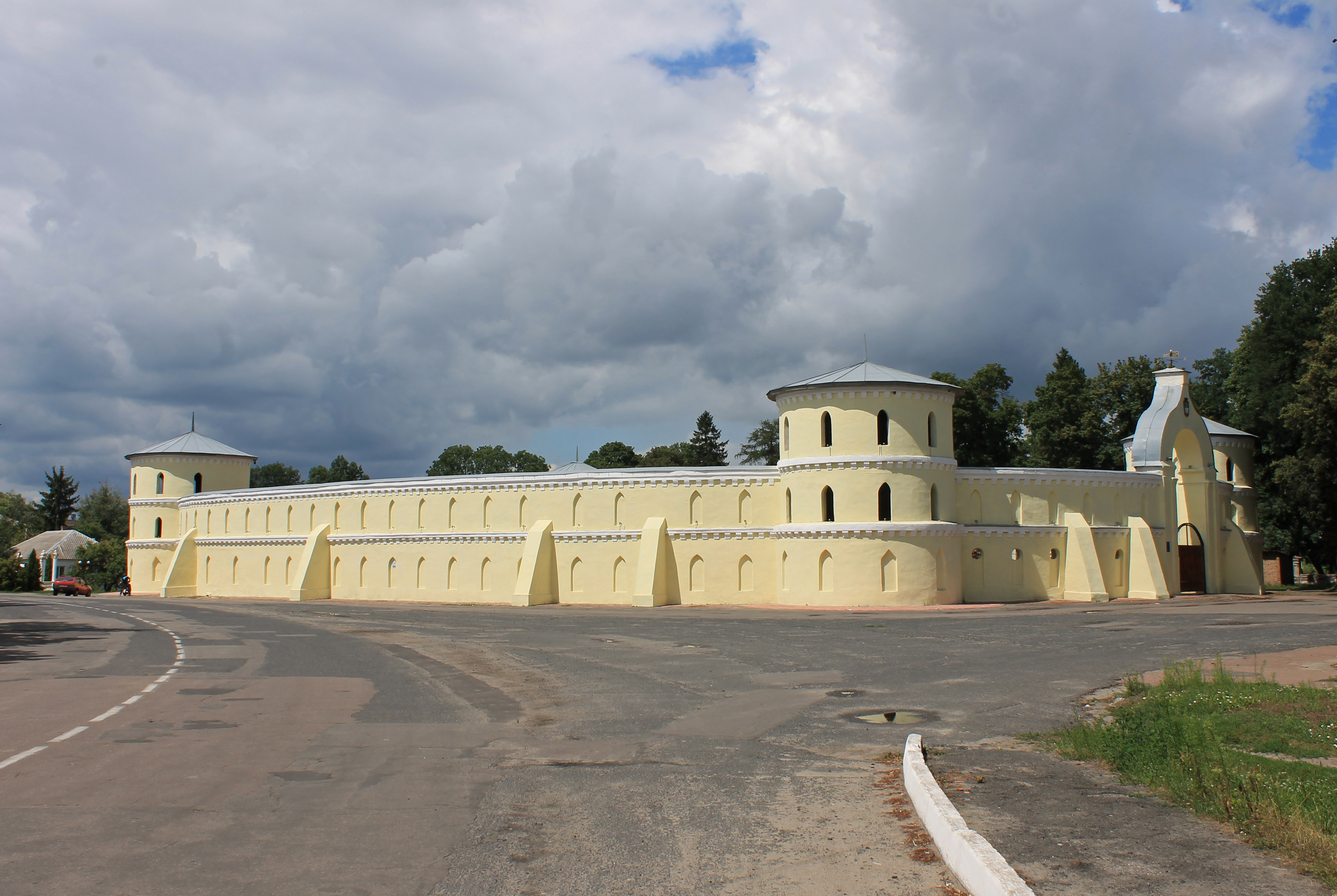
Круглый двор
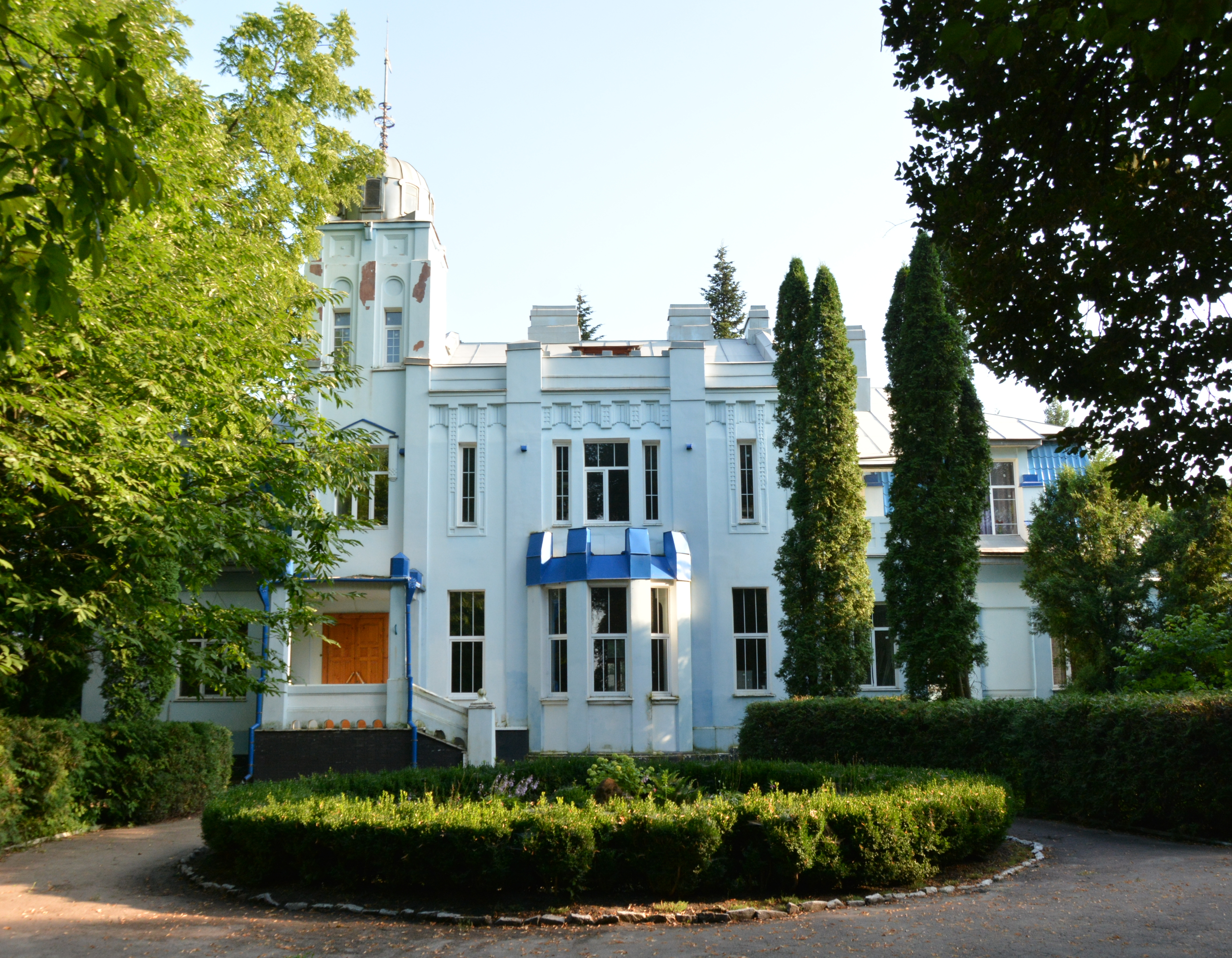
Краснотростянецкая лесная опытная станция[uk], расположенная в доме управляющего поместьями Леопольда Кёнига
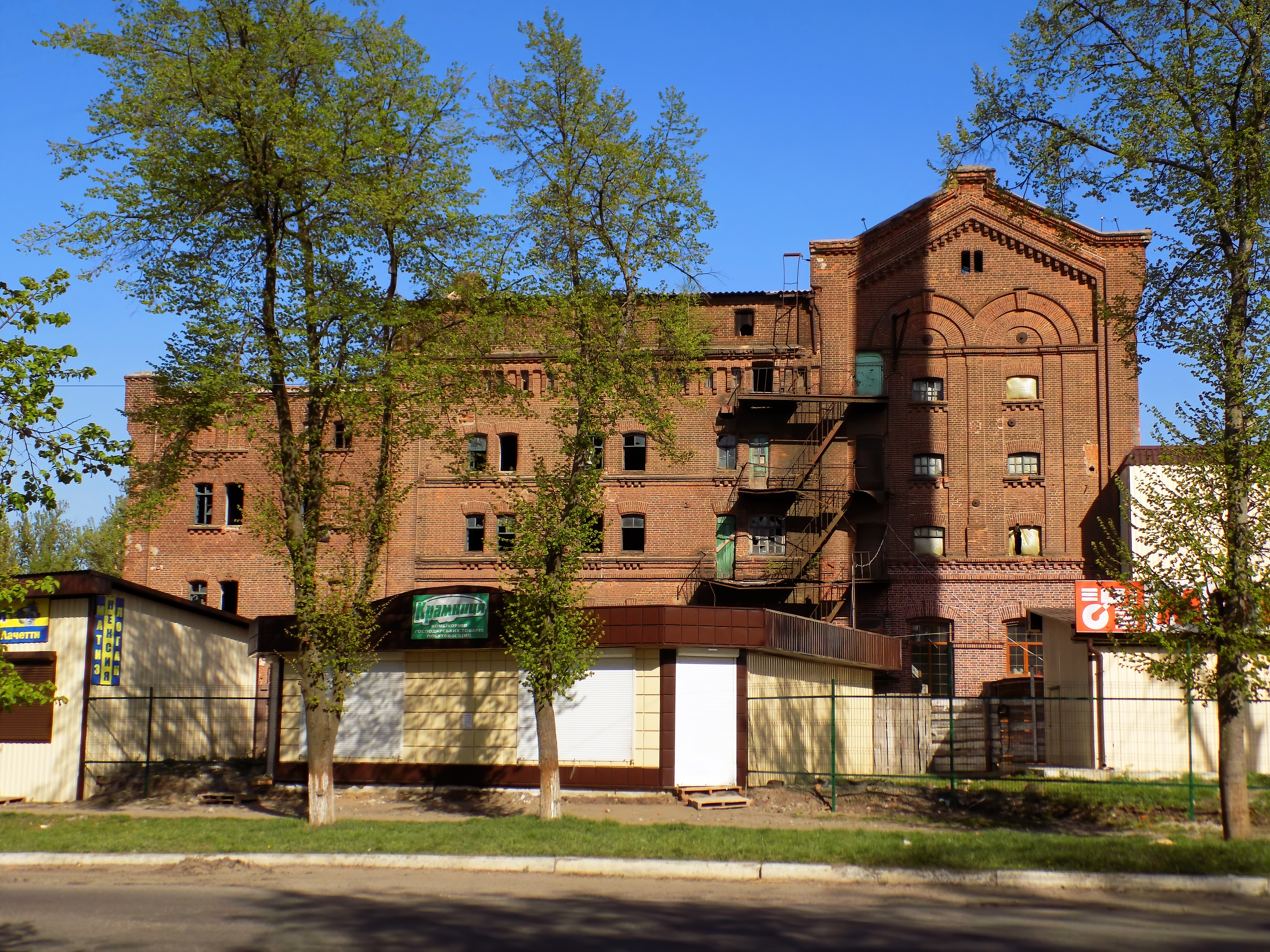
Вальцовая мельница экономии Леопольда Кенига
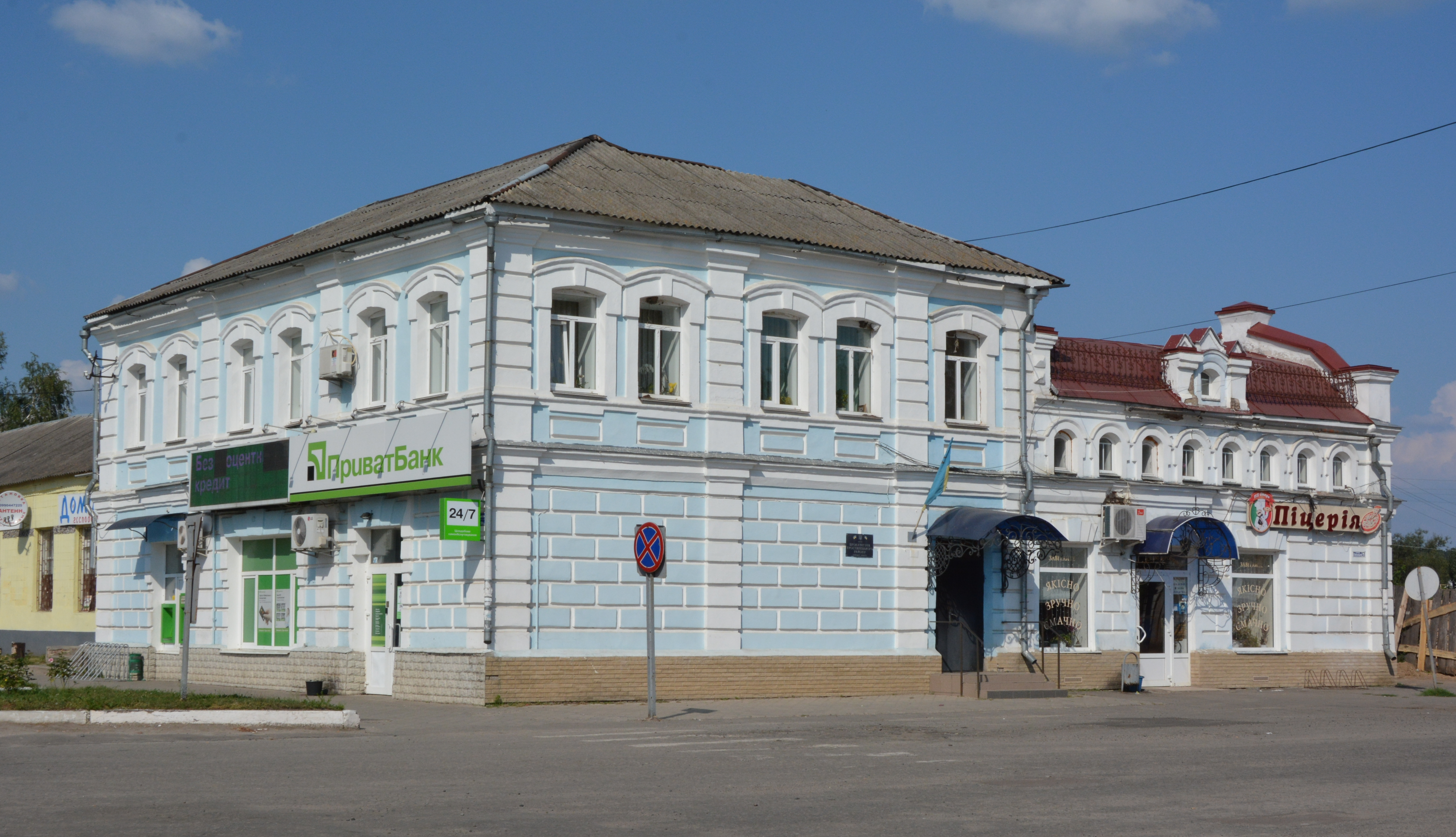
Магазин купца Фёдора Курило